# 15017 Cuppy
Cuppy (asteróide 15017) é um asteróide da cintura principal, a 1,9486704 UA. Possui uma excentricidade de 0,1622364 e um período orbital de 1 295,75 dias (3,55 anos).
Cuppy tem uma velocidade orbital média de 19,52919253 km/s e uma inclinação de 6,21855º.
Este asteróide foi descoberto em 22 de Setembro de 1998 por LONEOS.